# Фаталиста Жак
Фаталиста Жак је роман француског енциклопедисте и писца Денија Дидроа написан у другој половини 18. века. Дидро је Фаталисту Жака је написао 1773, а био је објављен 1792. у Немачкој, а 1796 у Француској, а писан по угледу на Тристрама Шендија који је написан 1759.

## Радња
Овај роман се бави односом између слуге Жака и његовог господара. То је прича о Жаковој љубави прекидана најразличитијим дигресијама, са циљем да се догађаји покажу у новој повезаности. Жакова филозофија фатализма заснива се на уверењу да је „све написано на великом свитку папира“. Дело је пуно противречних ликова и других дуалитета - истовремено је и роман, и филозофска расправа. Фаталиста Жак се најбоље може одредити као пародија, зато што упућује на сентименталне романе, и стално се осврће на свој далеко супериорнији и реалистичнији начин излагања.
Роман је исплетен око три кључна проблема – уметничког проблема реализма у роману, филозофског проблема фатализма, и моралног проблема процене врлине и порока. Жаков фатализам који представља скраћеног и популарног Спинозу, на крају се види као недовољна дефиниција постојања, које је за Дидроа непрекидни, непредвидиви ток, једнако отпоран на предодређене моралне категорије и унапред створене литерарне форме.

## Дидроов идеал романа
Дидроов идеал романа био је дело налик на драму, реалистично, буржоаско и морално. Да би роман био прилагођен природи или стварности, ликови морају бити из средње класе, окружење из модерног живота, а догађаји из свакодневног живота. Да би се спровела морална компонента романа, коју је сматрао главном функцијом уметности, роман је морао да се бави неком од вечних тема етике које обухватају све људе – као што су то дужности родитеља према деци, и деце родитељима; питање брака и свега што садржи однос међу половима.

## Композиција дела
Дидро користи дигресију, приповедача који се сам рекламира, и активно учествовање читаоца у нарацији, али са сасвим другим циљем од Стерна, па и у видљиво другачијем маниру. Наратив нас подсећа на арбитрарност почетака и крајева.
Фаталиста Жак и његов господар је роман – врло вешто испреплетена збирка новела са оквирном причом, која служи као веома сложен интегративни принцип. У том оквиру имамо брбљивца Жака, и његовог господара, који воли да слуша, у њиховом односу проналазимо помало сервантесовског сентимента: два човека на коњима без циља путују и причају. Кроз њихов разговор откривамо њихов однос – начин на који су они зависни један од другог, а у средишту тог односа је прича – историја појединих епизода из живота ликова.
Основна порука текста је да је роман насумична ствар, у којој писац има потпуну моћ да како год жели располаже са својим ликовима. У неку руку, будући да је он творац великог свитка хартије на коме је све писано, у књижевном свету који је створио – писац је бог.
Однос између приповедача и читаоца је такође оно што чини овај роман модерним и експерименталним – приповедач заварава, замагљује, пита за мишљење, па чак и грди читаоца, увек покушавајући да сагледа више страна неке испричане приче. Циљ му је, наравно, као што је и одговарало стремљењима његовог писца – да поучи.
Роман се дешава углавном у двострукој комуникацији – Оној између Жака и његовог господара са једне стране датим у драмском дијалогу, и оне између читаоца и писца. То је разлог због ког Дидро који усваја многе од Стернових стратегија самосвести, не користи његова типографска средства, ништа што би скретало пажњу на роман као материјал који се штампа. Ствара сопствену концепцију приче као речи изговорених да би биле прочитане: Када неко прича неку прповест, то чини некоме ко слуша; и колико год кратко да приповест траје, ретко је да приповедача понекад не прекине слушалац. Зато сам у наратив који ћете прочитати, који није прича, или који је лоша прича, ако имате сумњу у вези њега, увео фигуру читаоца.
Стернова стварност је експериментална; Дидроова је интелектуална, чак и када се ослања на емоционалну природу човека као моралне животиње.

## Дидроов фатализам
Дидроов фатализам је у суштини биолошки и физиолошки детерминизам. То је комплексна филозофија која није објашњена, али је претпостављена. Дидро користи фикцију да проучи њене етичке импликације, и пита се једно практично питање – како може убеђени детерминиста да живи у свету у коме нема слободу?

## Судбина дела
Ово дело у штампу је изашло 1796. године, након ауторове смрти. Књижевни критичари у Француској одбацили су ово дело као преправљеног Раблеа и Стерна. Много већу пажњу на ово дело обратили су немачки романтичари Шилер, Гете и Шлегел. Стендал је признавао да Фаталиста Жак има мана, али га је читао и дубоко ценио.